# Калинович Володимир Сидорович
Калинович Володимир Сидорович (30 червня 1884 р., с. Шишківці, Борщівський повіт — лютий 1945 р., м. Дрезден, Німеччина) — шляхтич, мовознавець, публіцист, професор Львівського університету (німецька філологія), громадський діяч.

## Біографія
Після закінчення державної української гімназії у Львові студіював філологію на історико-філологічному факультеті німецьких університетів в Чернівцях та в Відні (1903–1907 рр.). В 1908 р. був учителем української та німецької мов в українській державній гімназії в м. Кіцмані Буковина. 1909–1914 рр. вчителював в Київській державній четвертій гімназії та одночасно читав лекції з методики іноземних мов на Вищих жіночих курсах та Вищих педагогічних курсах Київської Навчальної Округи. З вибухом I світової війни виїхав у 1914 р. до Відня, де читав лекції з української та російської мов в Орієнтальній та Експортовій академіях до 1919 р..
Редактор «Ukrainische Blätter» у Відні (1918 р.), «Україна» в Києві (1919 р.) і журналу «Українська школа» у Львові (1925 р.). У 1920 р. переїхав на постійне проживання до Львова. 1920–1939 рр. — учителював у державних середніх школах (спеціяльність — українська й німецька мова). 1921–1925 рр. — професор Українського університету у Львові, очолював кафедру педагогіки..
1920-х рр. — проживання у Винниках, урочище «Кут» (вул. Руська, 37). Тут мешкала його матір — Фердинанда, яка після смерті чоловіка, Сидора Калиновича, вийшла заміж за товариша Володимира — Миколу Полєка (викладача Львівського університету). Фердинанда Калинович-Полєк походила з австрійської аристократичної родини (померла 1947 р., похована на Винниківському цвинтарі). Проживаючи у Винниках товаришував з Іваном Огієнком, який теж в цей період жив тут..
1923 р. (літо) — ініціатор відкриття Української педагогічної семінарії у Винниках. Володимир Калинович з родиною (доньки Галя та Оксана) проживав у Львові до 1944 р. 1944 р. — переїзд до Дрездена. Загинув разом із сім'єю під час бомбардування Дрездена 13-15 лютого 1945 р..
"Про трагічну долю родини професора Калиновича нині у Львові знають мало. Свого часу він хотів переїхати з Галичини на Радянську Україну, але після розправи над Крушельницькими так перелякався, що не виїхав (як, зрештою, і ніхто більше), і при першій нагоді втік з родиною на Захід. Вони зупинились у Дрездені і мешкали там до того трагічного дня, коли місто було тотально знищене англійськими і американськими фугасними і фосфорними бомбами. Альянти довго не піддавали Дрезден бомбовим атакам, і поширювалася думка, що вони все ж таки хочуть зберегти його архітектурні пам’ятки. (Ходила навіть така наївна легенда, що, мовляв, у Дрездені мешкала колись бабця Черчілля, яка любила це місто, і тому з сентименту до бабці, Черчілль заборонив його нищити). І саме тоді, коли Дрезден був переповнений втікачами, сотнями жінок з дітьми, котрі сховалися там від бомбардувань інших міст Німеччини, його дощенту засипали бомбами. Крім Оксани, яка, рятуючись від вогню, простояла разом з маленьким сином її сестри на руках цілу ніч у ріці (а це був місяць лютий), усі Калиновичі: батько, мати, сестра з донечкою — згоріли на очах у Оксани. По війні вона з’явилася на якийсь час у Львові, але пережите нею і постійні допити в органах НКВД, зовсім змінили її психіку. Це вже не була Оксана Калинович".